# ZIBO
Zibo Torch Energy Co.、Ltd. (ジーボ)（State No. 481 plant）は、1944年1月に設立され、中国国内で最初に鉛蓄電池の開発、製造に着手した鉛蓄電池メーカー。

## 解説
ハイテク企業であり、中国軍用特殊電池の中枢として製造を担っている。同社は主に鉛蓄電池とリチウムイオン電池の開発と設計および製造を行う牽引固定電気自動車（電動式フォークリフトなど）に従事しており、現在、年間600万KVAhのさまざまな種類の鉛蓄電池を生産している。同社には6つの完全所有子会社があり、バッテリー製造装置、シェル、パーティション、ケーブル、ボックス、および「トーチ」バッテリー開発支援のためのその他の製造および販売をカバーしている。
日本国内では株式会社オリエンタルがZibo Torch Energy社の日本総代理店として、小口から大口ロットの輸入、商品保管、国内点検、国内輸送業務などを担っている。